# Stipa mongolorum
Stipa mongolorum är en gräsart som beskrevs av Nikolai Nikolaievich Tzvelev. Stipa mongolorum ingår i släktet fjädergrässläktet, och familjen gräs. Inga underarter finns listade i Catalogue of Life.